# Лауффор
Лауффор (нем. Lauffohr) — населённый пункт в Швейцарии, в кантоне Аргау.
Входит в состав округа Бругг. Находится в составе коммуны Бругг. Население составляет 1500 человек (на 2005 год).
До 1969 года Лауффор был самостоятельной коммуной, с 1970 года вошёл в состав коммуны Бругг.

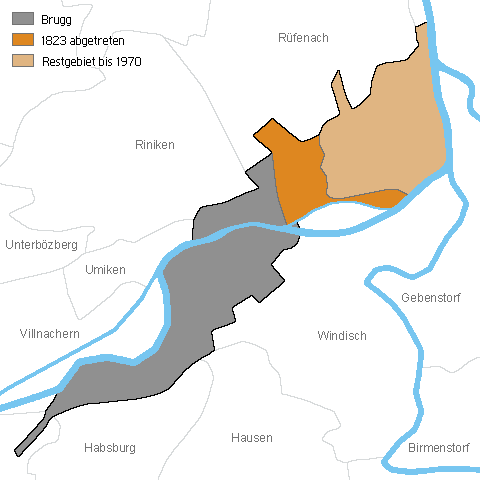
Лауффор